# (24323) 2000 AW49
2000 أي دابليو 49 (ويعرف أيضًا باسم (24323) 2000 أي دابليو 49 وفق تسمية الكوكب الصغير) (بالإنجليزية: 2000 AW49)‏ هو كويكب ضمن حزام الكويكبات؛ وترتيبه 24323 من حيث الاكتشاف.
اكتُشف هذا الجُرم الفلكي بواسطة Peter Kušnirák ‏ في 5 يناير 2000.

## وصلات خارجية
- (24323) 2000 AW49 في قاعدة بيانات مختبر الدفع النفاث لأجرام النظام الشمسي الصغيرة

- الاكتشاف · مخطط المدار ·  العناصر المدارية · المعلمات المادية

- (24323) 2000 AW49 على موقع ويكي سكاي: DSS2, SDSS, GALEX, IRAS, Hydrogen α, X-Ray, Astrophoto, Sky Map, Articles and images